# 활의 모양

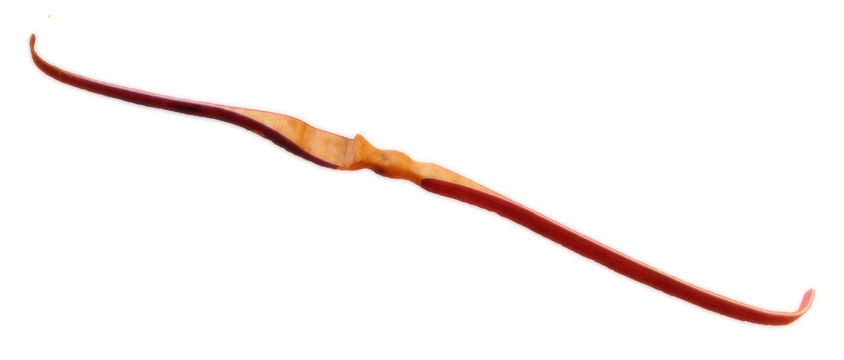

궁술에서 활의 모양은 일반적으로 측면에서 본 모습으로 말한다. 팔다리를 볼 때 이 모양은 건축 자재, 요구되는 성능, 활의 의도된 용도를 고려하여 설계되었다.
다양한 종류의 활 모양이 있지만 대부분은 직선, 반곡궁 및 컴파운드 보우 세 가지 주요 범주로 나뉘게 된다.

## 같이 보기
- 쇠뇌
- 웨일스 장궁
- 케이블 백드 보우
- 컴파운드 보우
- 개량궁
- 합성궁
- 몽고궁
- 환목궁
- 반곡궁